# 香植球
香植球（1927年—2003年11月），廣東東莞人，香港1970至1990年代股壇著名人物，為前上市公司泰盛主席（後售予梁伯韜並易名百富勤投資，現併入法國國家巴黎銀行，即法國巴黎百富勤），尤擅以大勢預測，如中英聯合聲明簽署後他估計因為香港土地供應受到限制而投資地產，有股壇「怪俠」、「香大俠」之美名。

## 簡歷
香植球曾就讀佛山華英中學，1946年畢業後開始於泰盛染織廠工作，1961年開始房地產事業，創立泰盛置業有限公司。
香植球拚搏之餘不忘享受，其有「玻璃屋」之稱，位於太平山施勳道23號的大宅「創世紀」更是香港名寓之一，1996年以5.4億港元出售。他亦為著名酒家「福臨門」（當年稱為「福記」）常客。香植球曾擁有無字母的7號車牌，於1989年以480萬港元投得。
因六四事件香氏對前景灰心，故撤離香港並移居新加坡。2003年11月香植球於新加坡心臟病發離世，享壽76歲。
香植球的四子香立智乃吳家太極拳香港鑑泉總社當今掌門吳光宇的首徒。